# Josef Lesák
Josef Lesák (21. října 1920 Červené Janovice – 28. července 2009 Pelhřimov) byl český a československý studentský vůdce, politik Československé strany národně socialistické, poválečný a nejmladší poslanec Ústavodárného Národního shromáždění. Po roce 1948 pronásledován a vězněn. Po roce 1989 se krátce vrátil do politiky jako poslanec České národní rady.

## Biografie
Původním povoláním byl učitel. V období let 1945–1948 studoval na Vysoké škole politické a sociální v Praze. Byl předákem mládežnické organizace národních socialistů.
Při květnovém povstání v roce 1945 bojoval na barikádách. V parlamentních volbách v roce 1946 se stal poslancem Ústavodárného Národního shromáždění za národní socialisty. V parlamentu zasedal formálně do voleb do Národního shromáždění roku 1948.
Před rokem 1948 a během komunistického převratu v roce 1948 se angažoval ve studentských organizacích a aktivně vystupoval proti KSČ. Byl organizátorem dvou protikomunistických studentských demonstrací a pochodů na Pražský hrad s cílem požádat prezidenta Edvarda Beneše, aby neustupoval požadavkům komunistů a nevzdával zápas o demokracii. Vedl první demonstraci a dostali se až na Hrad, přičemž prezident Edvard Beneš přijal pětičlennou delegaci studentů včetně J. Lesáka. O dva dny později se však proti studentům podporujícím prezidenta Beneše postavil pohotovostní pluk SNB vyzbrojený samopaly; jeden student byl zraněn, 118 studentů zatčeno.
Poté byl vyloučen z poslaneckého klubu a vyhozen ze studií na Vysoké škole politické a sociální. Stal se prvním poslancem uvězněným komunistickým režimem. Těžce byla postižena i jeho rodina. V červnu 1949 by odeslán do tábora nucených prací na kladenském dole Zápotocký.
V roce 1988 založil ilegální Klub Milady Horákové a navázal styky s exilovou národně socialistickou stranou. V únoru 1990 se v rámci výměny složení zastupitelských sborů po sametové revoluci (takzvaná kooptace) stal poslancem České národní rady za Československou stranu socialistickou (po roce 1948 nástupkyně původní národně socialistické strany). Mandát zastával do voleb do České národní rady v červnu 1990.
Dne 28. října 2008 byl vyznamenán prezidentem Václavem Klausem za vynikající zásluhy o rozvoj demokracie a lidská práva Řádem Tomáše Garrigua Masaryka II. třídy. Ve stejném roce získal čestné občanství města Kladna.